# Authon-la-Plaine
Authon-la-Plaine – miejscowość i gmina we Francji, w regionie Île-de-France, w departamencie Essonne.
Według danych na rok 1990 gminę zamieszkiwało 290 osób, a gęstość zaludnienia wynosiła 27 osób/km² (wśród 1287 gmin regionu Île-de-France Authon-la-Plaine plasuje się na 930. miejscu pod względem liczby ludności, natomiast pod względem powierzchni na miejscu 340.).